# Zetman
Zetman (яп. ゼットマン Дзэттоман, Зетмен) — манга, автором которой является Масакадзу Кацура. Сначала публиковалась короткими сериями с 1989 по 1994 год. В 1995 году был выпущен первый том манги. Начиная с 2002 году манга начала постоянно публиковаться в журнале Weekly Young Jump, выпуск закончился 24 июня 2014. По мотивам манги студией TMS Entertainment был выпущен 13-серийный аниме-сериал, который транслировался с 2 апреля по 25 июня 2012 года.

## Сюжет
Действие происходит в альтернативной современной Японии. В тайне от общества корпорация Амаги создала монстров НЭТ, более известных, как «игроков», которые должны были насмерть драться между собой на арене, развлекая богачей. Однако однажды игроки восстали и уничтожив базу Амаги, сбежали на волю. Некоторые из них предпочли маскироваться под людей и мирно сосуществовать, другие однако не совладая с охотничьими инстинктами, убивают ночью людей. Перед разрушением лаборатории, учёные в результате алгоритмической ошибки создали более совершенное существо, которое назвали ЗЕТом. Однако во время восстания игроков, ЗЕТ был ещё младенцем и его решает похитить учёный по имени Горо Кандзаки, чтобы воспитать как человека. Проходит 10 лет, ЗЕТ, а точнее Дзин живёт вместе с Горо в самодельном домике с другими бомжами, однако его убивает игрок, так Дзин следующие 10 лет будет жить у Акэми, которую когда то спас. Однажды представители корпорации Амаги предлагают Дзину работать на него, чтобы он охотился на мятежных игроков. Дзин соглашается...

## Список персонажей
Дзин Кандзаки (яп. 神崎 人) — главный герой истории, ЗЕТ, новый и более совершенный вид игрока. За свои услуги всегда требует 10,000 йен. Во время восстания игроков его предполагалось уничтожить, однако Горо решил сбежать вместе с младенцем и воспитать его как человека. Первые 10 лет Дзин жил вместе с Горо на улице, и называл его дедом. Горо давал всегда Дзину уроки морали и учил его совершать благие дела. Уже тогда Дзин подружился с Когой и Конохой. После смерти деда, его приютила Акэми, и мальчик быстро привязывается к ней. Через много лет корпорация Амаги предлагает ему работать на них в обмен на то, чтобы они удалили шрам на лице Акэми и нашли настоящего сына. В своих первых превращениях принимал белую/незавершённую форму, которая быстро распадалась. Стремится избегать людей, так как на них всегда нападают игроки. В конце сумел принять красную/совершенную форму.
Сэйю: Дайсукэ Намикава
Горо Кандзаки (яп. 神崎 悟郎) — учёный, который принимал участие в создании ЗЕТа. Позже похитил новорожденного ЗЕТа, решив воспитать его как человека. Был убит игроком, однако сотрудники корпорации Амаги сумели спасти его голову и подключили с специальному устройству, так как Горо располагает ценной информацией о ЗЕТе, он на протяжении 10 лет находился в камере, изолированной от микроорганизмов. Несмотря на это, Горо всё ещё обладал самосознанием и отказывался давать информацию. Дзин решает отключить его от аппарата, дав умереть, так как ему было мучительно смотреть, как «страдает» старик.
Сэйю: Мицуо Сэнда
Акэми Каваками (яп. 川上 明美) — женщина, которую впервые спас Дзин. После того, как узнаёт, что он сирота и потерял дедушку, она решает усыновить его. Работала сначала стриптизершей, но затем начала работать в лавке, продавая сладости. После атаки игрока имеет на лице большой шрам. У неё был сын, однако неизвестно, что с ним случилось.
Сэйю: Риса Хаямидзу
Ханако Танака (яп. 田中 花子) — девушка, которая спасаясь от преследования игроков попала в жильё Дзина и отказывалась долгое время уходить оттуда. Позже сильно привязывается с Дзину и всегда требует, чтобы тот был рядом. Утверждала, что имеет проблемы с родителями и не желает возвращаться домой. В конце концов Дзин тоже к ней привязывается и решает с ней образовать новую семью. В 10 серии они проводят совместную ночь, однако в конце выясняется, что она является игроком, печально известным песчаным монстром, который обращает жертв в песок, и была подослана Хаитани в качестве шпиона. Несмотря на это совместная жизнь с Дзином пробудила в ней чувства и невольно обратившись с игрока, Ханако страдала, её в конце концов убивает Кога.
Сэйю: Мария Исэ
Кога Амаги (яп. 天城 高雅) — сын главы корпорации Амаги, старый друг Дзина, преисполнен чувством справедливости и жаждет искоренить всё зло. Ещё в детстве выискивал разбойников. Является поклонником супер-героя Альфы, персонажа из аниме-сериала и решил сконструировать такой же костюм, который повышает физические способности во много раз и делет человека сильнее обыкновенных игроков. Когу преследует навязчивая идея вершить справедливость и наказывать врагов, однако в его действиях мало логики, в частности Кога не способен сделать правильный выбор, когда дело касается спасения людей. Дзиро утверждает, что на деле Кога жаждет сражаться, и в качестве оправдания выбрал тактику героя. Когда узнал о злодеяниях отца в прошлом, решил убить его, а позже потеряв рассудок решает убить и Дзина, но позже приходит в чувства и продолжает сражаться против злых игроков. В конце сериала становится новым главой корпорации Амаги.
Сэйю: Мамору Мияно
Коноха Амаги (яп. 天城 小葉) — младшая сестра Коги. Когда то дружила с Дзином и всё ещё питает к нему чувства. Подобрала его потерянную цепочку, не раз становилась жертвой игроков. При каждой встречи с Дзином всё время забывала вернуть ему цепочку.
Сэйю: Кана Ханадзава
Мицугай Амаги (яп. 天城 光鎧) — глава корпорации Амаги, холоднокровный и расчётливый человек. Мечтает создать идеальное общество, а семью ставит на второй план, мало проявлял любви к Конохе и Коге.
Сэйю: Сёдзо Идзука
Хаями  (яп. 早見) — работник корпорации Амаги, который тайно сливал информацию игрокам. Делал это с целью захватить власть над корпорацией Амаги, когда игроки осуществят свои цели. Был убит Когой.
Дзиро Наката (яп. 中田二郎) — отец Итиро, когда то разрабатывал игроков, но после восстания игроков решил разоблачить компаний и по приказу Мицугая был заживо похоронен в лаборатории, данные события заставили пересмотреть Дзиро свои взгляды и перейти на сторону игроков. Несколько раз испытывал Когу, убивая при этом множество невинных девушек. В конце концов был убит Когой.
Сэйю: Кацуносукэ Хори
Итиро Наката (яп. 中田 一郎) — сын Итиро, которого привели к отцу, чтобы тот не умер в одиночестве, умер в лаборатории от истощения и отец, чтобы спасти мальчика, превратил в игрока. Дзиро учил его ненавидеть людей. После превращения Итиро больше не способен принимать человеческий облик.
Сэйю: Оми Минами
Маю Хасимото (яп. 橋本茉柚) — поклонница Коги, имеет розовые волосы. Единственная выжившая после испытания Коги. Позже начинает встречаться с Когой.
Сэйю: Аюми Фудзимура
Профессор Кисимото — учёный, который вместе с Мицуаги принял участие в создание ЗЕТа. Был убит во время атаки клонов на поместье Амаги.
Ояма — шеф полиции давно знакомый с Дзином. Верил в то, что Дзин может остаться человеком.
Сэйдзи Хаитани
Сэйю: Кодзи Юса

## Манга
Оригинальная манга сначала публиковалась 4 короткими сериями с 1989 по 1994 год издательством Shueisha в журнале Weekly Shōnen Jump. Также были выпущены ещё отдельные главы: Shin-no-Shin, Woman in the Man и Shadow Lady. Манга Zetman начала постоянно публиковаться в журнале Weekly Young Jump с 2002 года по 2014. По данным на октябрь 2014 года манга была собрана в 20 томов. Первый том был выпущен 19 ноября 2003 года, а последний 17 октября 2014 года.
Манга выпускалась на территории Аргентины компанией Editorial Ivrea, в Мексике компанией Grupo Editorial Vid, Италии компанией Star Comics, Испании компанией Glénat и Франции компанией Tonkam.
| №  | Дата публикации      | ISBN                   |
| -- | -------------------- | ---------------------- |
| 01 | 19 ноября 2003 года  | ISBN 4-08-876529-X     |
| 02 | 19 ноября 2003 года  | ISBN 4-08-876530-3     |
| 03 | 19 мая 2004 года4    | ISBN 4-08-876610-5     |
| 04 | 17 декабря 2004 года | ISBN 4-08-876720-9     |
| 05 | 17 июня 2005 года    | ISBN 4-08-876808-6     |
| 06 | 19 декабря 2005 года | ISBN 4-08-876893-0     |
| 07 | 19 июля 2006 года    | ISBN 4-08-877114-1     |
| 08 | 19 октября 2007 года | ISBN 978-4-08-877340-7 |
| 09 | 18 апреля 2008 года  | ISBN 978-4-08-877416-9 |
| 10 | 19 августа 2008 года | ISBN 978-4-08-877493-0 |
| 11 | 19 декабря 2008 года | ISBN 978-4-08-877565-4 |
| 12 | 19 мая 2009 года     | ISBN 978-4-08-877637-8 |
| 13 | 19 октября 2009 года | ISBN 978-4-08-877718-4 |
| 14 | 19 апреля 2010 года  | ISBN 978-4-08-877803-7 |
| 15 | 17 декабря 2010 года | ISBN 978-4-08-879080-0 |
| 16 | 19 октября 2011 года | ISBN 978-4-08-879186-9 |
| 17 | 21 мая 2012 года     | ISBN 978-4-08-879292-7 |
| 18 | 19 ноября 2012 года  | ISBN 978-4-08-879436-5 |
| 19 | 19 декабря 2013 года | ISBN 978-4-08-879810-3 |
| 20 | 17 октября 2014 года | ISBN 978-4-08-890025-4 |

## Аниме
По мотивам манги был создан аниме-сериал, премьера которого состоялась 2 апреля 2012 года. Режиссёр аниме — Осаму Набэсима, сценарист Ацухиро Томиока, а за дизайн персонажей отвечал Хиротоси Такая. Музыку к сериалу создал Габриель Роберто. Аниме-сериал доступен для просмотра на японском/английском на сайте Hulu и веб-сайте Viz Media.

### Список серий аниме
| 01 | Untaught Emotions          | 2 апреля 2012 года  |
| Дзин Кандзаки живёт бедно, но счастливо со своим дедом, а также другим детям: Коге и Конохе помогает выискивать преступников. Однако один из игроков нападает на трущобы, убивая всех вместе с дедом. Акэми позволяет мальчику остаться у себя дома, но на них обоих нападает игрок, ранив смертельно Акэми, Дзин впервые пробуждает в себе силы ЗЕТа и убивает игрока. |                            |                     |
| 02 | In the Fire                | 9 апреля 2012 года  |
| Проходит 10 лет. Коноха вместе с матерью бесплатно раздаёт еду нищим, Кога намеревается сражаться против преступников, а Дзин живёт вместе Акэми, которая взяла на себя обязанности приёмной матери. По городу случаются пожары, которые вызывает огненный игрок. Дзин и Кога одновременно отправляются в горящее здание и спасают семью. Дзин вступает в бой с игроком и впервые полностью пробуждает в себе форму ЗЕТа, однако она не стабильна и после сражения Дзин теряет дедушкин медальон. |                            |                     |
| 03 | Tears                      | 16 апреля 2012 года |
| Дзин оказывается в лаборатории, где видит убитую игроком Акэми, он впадает в ярость и сражается с игроком и убивает его. В конце концов выясняется, что убитая Акэми была игроком-подделкой, и сражение было подстроено, чтобы пробудить ЗЕТа. Представители Амаги предлагают Дзину сотрудничать с ними и он соглашается, однако Дзин должен теперь жить один. |                            |                     |
| 04 | Ill Fortune                | 23 апреля 2012 года |
| Проходит 2 года, Дзин живёт в заброшенной недостройке. Рядом с домом группа агрессивно настроенных игроков преследует девушку по имени Ханако Тонаку, которая прячется в квартире Дзина. Дзин расправляется с одним из них, приняв форму ЗЕТа, однако форма всё ещё на стабильна. |                            |                     |
| 05 | Alphas                     | 30 апреля 2012 года |
| Кога тестирует супер-костюм альфы и таинственный человек по имени Дзиро Наката решает испытать его поставив перед выбором: спасти сестру или четырёх школьниц. Кога делает выбор на сестре, но прибыв на место, он лишь видит, что та занималась плаванием, 4 школьницы оказываются убитыми. Тем временем на Коноху и её подругу нападают игроки, взяв их в заложники. Дзин и Кога идут спасать их.                                                                                               |                            |                     |
| 06 | Hostage                    | 7 мая 2012 года     |
| Так как Дзин забыл взять специальную жвачку, Коноха из-за раны теряет много крови и параллельно на Ханако нападает игрок. Кога впервые применяет свой костюм и забирает девушек, появляется таинственны человек по имени Сэйдзи Хаитани и вбивает кол в грудь Дзина, они принимает завершённую форму ЗЕТа. |                            |                     |
| 07 | The Ring Of Exposure       | 14 мая 2012 года    |
| Дзин и Кога сражаются с игроками. Красная форма ЗЕТа держится недолго и они уничтожают игроков. Ханако оказывается свободной. |                            |                     |
| 08 | A Normal Family            | 21 мая 2012 года    |
| Кога соглашается, чтобы над ним провели эксперимент и отправляется в лабораторию, где узнаёт, что там всё ещё находится голова Горо, которую после смерти удалось спасти. Это было сделано, так как Горо располагает ценной информацией о научных исследованиях ЗЕТа. Дзину больно смотреть на старика и он отсоединяет провода, которые обеспечивали жизнь, в последних словах становится ясно, что ключ к завершённой форме кроется в красном кулоне, оставленным дедом.                        |                            |                     |
| 09 | Whereabouts of the Pendant | 28 мая 2012 года    |
| Клон Дзина прибывает в поместье к Конохе и забирает у неё красный кулон. А позже на поместье нападают ещё клоны Дзина. Профессора Кисимото убивают. Конохе удаётся сбежать. Поместье сгорает. Отец Коги намеревается использовать костюм альфы в военных целях. Предводитель игроков предлагает Дзину союзничество. |                            |                     |
| 10 | Party                      | 4 июня 2012 года    |
| Дзин и Ханако проводят первую совместную ночь. Дзиро снова решает испытать Когу и похищает его, поместив в закрытом здании, теперь он должен спасти группу девушек. Те временем Хиатани официально заявляет по телевидению о существовании игроков, которые параллельно начинают массово нападать на людей. |                            |                     |
| 11 | Puppet                     | 11 июня 2012 года   |
| Кога побеждает игрока, однако Наката убивает всех девушек кроме Маю Хасимото. Кога встречает Дзиро, который рассказывает о том, что когда то принимал участие в создании игроков и был с сыном заживо похоронен в лаборатории. А также узнаёт, что Хаями предатель и сливал тайную информацию игрокам о научных исследованиях, Кога в припадке ярости убивает Накати, его сына и Хаями. |                            |                     |
| 12 | The Red Stake              | 18 июня 2012 года   |
| Кога узнав о прошлых обстоятельствах отца, решает убить его, но под пулю подставляется мать. Хиатани приказывает игрокам убивать людей в башне, Дзин тяжело ранен. Хиатани предлагает ему приобрети полную форму путём вбивания в грудь красный кол. Дзин делает это. Вскоре выясняется, что Ханако является игроком и была подослана Хиатани, чтобы быть рядом с Дзином, |                            |                     |
| 13 | Funeral Procession         | 25 июня 2012 года   |
| Ханако, как игрока мгновенно убивает Кога, Дзин однако всё равно целится на Хиатани и убивает его. Кога сходит с ума и решает убить Дзина. Дзин на короткий момент теряет самоконтроль и хочет убить Когу, но проходит в себя и сбегает. Проходит несколько лет, Дзин и Кога продолжают сражаться против игроков, которые убивают людей. Кога становится новой главой корпорации Амаги. |                            |                     |

## Критика
Представитель Animeland отметил, что по сравнению с предыдущими работами автора, которые являются подростковой забавой, манга Zetman имеет жестокий сюжет с глубокой темой. В связи с долгим временем выпуска манги, у автора было много времени, чтобы доработать сюжет. Михаель Джереам отметил, что автор явно вдохновился Бэтменом, учитывая, что предыдущие его работы это безобидные романтические комедии.